# Freie-Partie-Europameisterschaft der Junioren 2003/04

Logo CEB (ausrichtender Verband)

Die Freie-Partie-Europameisterschaft der Junioren 2003 war das 28. Turnier in dieser Disziplin des Karambolagebillards und fand vom 5. bis zum 7. Dezember 2003 in Brügge statt. Die Meisterschaft zählte zur Saison 2003/04.

## Geschichte
Der erst 16-jährige Pierre Soumagne gewann als erster Franzose die Junioren-EM in der Freien Partie. Zweiter wurde der niederländische Titelverteidiger Erwin van den Heuvel vor den beiden Dritten Nicky Defraye und Jérôme Riotto.

## Modus
Gespielt wurde eine Vorrunde im Round-Robin-Modus, danach eine Knock-out-Runde  bis 300 Punkte oder 20 Aufnahmen. Ab der Saison 2001/02 wurde Platz drei nicht mehr ausgespielt.
Platzierung in den Tabellen bei Punktgleichheit:
1. MP = Matchpunkte
2. GD = Generaldurchschnitt
3. HS = Höchstserie

## Vorrunde
| Abschlusstabelle Gruppe A | Abschlusstabelle Gruppe A | Abschlusstabelle Gruppe A | Abschlusstabelle Gruppe A | Abschlusstabelle Gruppe A | Abschlusstabelle Gruppe A | Abschlusstabelle Gruppe A | Abschlusstabelle Gruppe A | Abschlusstabelle Gruppe A |
| Platz                     | Name                      | MP                        | Pkte                      | Aufn.                     | GD                        | BED                       | HS                        |                           |
| ------------------------- | ------------------------- | ------------------------- | ------------------------- | ------------------------- | ------------------------- | ------------------------- | ------------------------- | ------------------------- |
| 1                         | Erwin van den Heuvel      | 4:2                       | 816                       | 16                        | 51,00                     | 75,00                     | 273                       |                           |
| 2                         | Jérôme Riotto             | 4:2                       | 868                       | 37                        | 23,45                     | 50,00                     | 222                       |                           |
| 3                         | Maarten Janssen           | 4:2                       | 786                       | 34                        | 23,11                     | 30,00                     | 228                       |                           |
| 4                         | Daniel Bichler            | 0:6                       | 170                       | 27                        | 6,29                      | -                         | 67                        |                           |

| Abschlusstabelle Gruppe B | Abschlusstabelle Gruppe B | Abschlusstabelle Gruppe B | Abschlusstabelle Gruppe B | Abschlusstabelle Gruppe B | Abschlusstabelle Gruppe B | Abschlusstabelle Gruppe B | Abschlusstabelle Gruppe B | Abschlusstabelle Gruppe B |
| Platz                     | Name                      | MP                        | Pkte                      | Aufn.                     | GD                        | BED                       | HS                        |                           |
| ------------------------- | ------------------------- | ------------------------- | ------------------------- | ------------------------- | ------------------------- | ------------------------- | ------------------------- | ------------------------- |
| 1                         | Mikael Devogelaere        | 4:2                       | 623                       | 16                        | 38,93                     | 75,00                     | 139                       |                           |
| 2                         | Davy van Havere           | 4:2                       | 647                       | 36                        | 17,97                     | 21,42                     | 105                       |                           |
| 3                         | Roij van Raaij            | 2:4                       | 727                       | 29                        | 25,06                     | 75,00                     | 207                       |                           |
| 4                         | Christian Pöther          | 2:4                       | 414                       | 29                        | 14,27                     | 42,85                     | 236                       |                           |

| Abschlusstabelle Gruppe C | Abschlusstabelle Gruppe C | Abschlusstabelle Gruppe C | Abschlusstabelle Gruppe C | Abschlusstabelle Gruppe C | Abschlusstabelle Gruppe C | Abschlusstabelle Gruppe C | Abschlusstabelle Gruppe C | Abschlusstabelle Gruppe C |
| Platz                     | Name                      | MP                        | Pkte                      | Aufn.                     | GD                        | BED                       | HS                        |                           |
| ------------------------- | ------------------------- | ------------------------- | ------------------------- | ------------------------- | ------------------------- | ------------------------- | ------------------------- | ------------------------- |
| 1                         | Nicky Defraye             | 6:0                       | 900                       | 15                        | 60,00                     | 100,00                    | 163                       |                           |
| 2                         | Pierre Soumagne           | 2:4                       | 691                       | 35                        | 19,74                     | 16,66                     | 97                        |                           |
| 3                         | Ian van Krieken           | 2:4                       | 721                       | 39                        | 18,48                     | 25,00                     | 169                       |                           |
| 4                         | Kai Brezl                 | 2:4                       | 658                       | 41                        | 16,04                     | 12,95                     | 193                       |                           |

| Abschlusstabelle Gruppe D | Abschlusstabelle Gruppe D | Abschlusstabelle Gruppe D | Abschlusstabelle Gruppe D | Abschlusstabelle Gruppe D | Abschlusstabelle Gruppe D | Abschlusstabelle Gruppe D | Abschlusstabelle Gruppe D | Abschlusstabelle Gruppe D |
| Platz                     | Name                      | MP                        | Pkte                      | Aufn.                     | GD                        | BED                       | HS                        |                           |
| ------------------------- | ------------------------- | ------------------------- | ------------------------- | ------------------------- | ------------------------- | ------------------------- | ------------------------- | ------------------------- |
| 1                         | Steve Dorard              | 4:2                       | 696                       | 9                         | 77,33                     | 150,00                    | 300                       |                           |
| 2                         | Christian Mooren          | 4:2                       | 600                       | 22                        | 27,27                     | 37,50                     | 188                       |                           |
| 3                         | Koen Saver                | 2:4                       | 654                       | 25                        | 26,16                     | 150,00                    | 291                       |                           |
| 4                         | Rob van Hoek              | 2:4                       | 385                       | 24                        | 16,04                     | 27,27                     | 181                       |                           |

## Endrunde
|  | Viertelfinale 300/20 | Viertelfinale 300/20 | Viertelfinale 300/20 | Viertelfinale 300/20 | Viertelfinale 300/20 | Viertelfinale 300/20 |                      |                 | Halbfinale 300/20 | Halbfinale 300/20 | Halbfinale 300/20 | Halbfinale 300/20 | Halbfinale 300/20 | Halbfinale 300/20 |      |       | Finale 300/20 | Finale 300/20 | Finale 300/20 | Finale 300/20 | Finale 300/20 | Finale 300/20 |
|  |                      |                      |                      |                      |                      |                      |                      |                 |                   |                   |                   |                   |                   |                   |      |       |               |               |               |               |               |               |
|  |                      | MP                   | Pkt.                 | Aufn.                | ED                   | HS                   |                      |                 |                   |                   |                   |                   |                   |                   |      |       |               |               |               |               |               |               |
|  |                      | MP                   | Pkt.                 | Aufn.                | ED                   | HS                   |                      |                 |                   |                   |                   |                   |                   |                   |      |       |               |               |               |               |               |               |
|  | Erwin van den Heuvel | 2                    | 300                  | 3                    | 100,00               | 195                  |                      |                 |                   |                   |                   |                   |                   |                   |      |       |               |               |               |               |               |               |
|  | Erwin van den Heuvel | 2                    | 300                  | 3                    | 100,00               | 195                  |                      | MP              | Pkt.              | Aufn.             | ED                | HS                |                   |                   |      |       |               |               |               |               |               |               |
|  | Christian Mooren     | 0                    | 38                   | 3                    | 12,66                | 29                   |                      | MP              | Pkt.              | Aufn.             | ED                | HS                |                   |                   |      |       |               |               |               |               |               |               |
|  | Christian Mooren     | 0                    | 38                   | 3                    | 12,66                | 29                   | Erwin van den Heuvel | 2               | 300               | 4                 | 75,00             | 285               |                   |                   |      |       |               |               |               |               |               |               |
|  |                      | MP                   | Pkt.                 | Aufn.                | ED                   | HS                   | Erwin van den Heuvel | 2               | 300               | 4                 | 75,00             | 285               |                   |                   |      |       |               |               |               |               |               |               |
|  |                      | MP                   | Pkt.                 | Aufn.                | ED                   | HS                   |                      | Nicky Defraye   | 0                 | 152               | 4                 | 38,00             | 116               |                   |      |       |               |               |               |               |               |               |
|  | Nicky Defraye        | 2                    | 300                  | 4                    | 75,00                | 296                  |                      | Nicky Defraye   | 0                 | 152               | 4                 | 38,00             | 116               |                   |      |       |               |               |               |               |               |               |
|  | Nicky Defraye        | 2                    | 300                  | 4                    | 75,00                | 296                  |                      |                 |                   |                   |                   |                   |                   | MP                | Pkt. | Aufn. | ED            | HS            |               |               |               |               |
|  | Davy van Havere      | 0                    | 209                  | 4                    | 62,25                | 198                  |                      |                 |                   |                   |                   |                   |                   | MP                | Pkt. | Aufn. | ED            | HS            |               |               |               |               |
|  | Davy van Havere      | 0                    | 209                  | 4                    | 62,25                | 198                  | Erwin van den Heuvel | 0               | 84                | 3                 | 28,00             | 83                |                   |                   |      |       |               |               |               |               |               |               |
|  |                      | MP                   | Pkt.                 | Aufn.                | ED                   | HS                   | Erwin van den Heuvel | 0               | 84                | 3                 | 28,00             | 83                |                   |                   |      |       |               |               |               |               |               |               |
|  |                      | MP                   | Pkt.                 | Aufn.                | ED                   | HS                   |                      | Pierre Soumagne | 2                 | 300               | 3                 | 100,00            | 299               |                   |      |       |               |               |               |               |               |               |
|  | Mikael Devogelaere   | 0                    | 169                  | 6                    | 38,16                | 117                  |                      | Pierre Soumagne | 2                 | 300               | 3                 | 100,00            | 299               |                   |      |       |               |               |               |               |               |               |
|  | Mikael Devogelaere   | 0                    | 169                  | 6                    | 38,16                | 117                  |                      | MP              | Pkt.              | Aufn.             | ED                | HS                |                   |                   |      |       |               |               |               |               |               |               |
|  | Pierre Soumagne      | 2                    | 300                  | 6                    | 50,00                | 232                  |                      | MP              | Pkt.              | Aufn.             | ED                | HS                |                   |                   |      |       |               |               |               |               |               |               |
|  | Pierre Soumagne      | 2                    | 300                  | 6                    | 50,00                | 232                  | Pierre Soumagne      | 2               | 300               | 3                 | 100,00            | 199               |                   |                   |      |       |               |               |               |               |               |               |
|  |                      | MP                   | Pkt.                 | Aufn.                | ED                   | HS                   | Pierre Soumagne      | 2               | 300               | 3                 | 100,00            | 199               |                   |                   |      |       |               |               |               |               |               |               |
|  |                      | MP                   | Pkt.                 | Aufn.                | ED                   | HS                   |                      | Jérôme Riotto   | 0                 | 141               | 3                 | 47,00             | 137               |                   |      |       |               |               |               |               |               |               |
|  | Steve Dorard         | 0                    | 5                    | 3                    | 1,66                 | 3                    |                      | Jérôme Riotto   | 0                 | 141               | 3                 | 47,00             | 137               |                   |      |       |               |               |               |               |               |               |
|  | Steve Dorard         | 0                    | 5                    | 3                    | 1,66                 | 3                    |                      |                 |                   |                   |                   |                   |                   |                   |      |       |               |               |               |               |               |               |
|  | Jérôme Riotto        | 2                    | 300                  | 3                    | 100,00               | 143                  |                      |                 |                   |                   |                   |                   |                   |                   |      |       |               |               |               |               |               |               |
|  | Jérôme Riotto        | 2                    | 300                  | 3                    | 100,00               | 143                  |                      |                 |                   |                   |                   |                   |                   |                   |      |       |               |               |               |               |               |               |

## Endergebnis
| MP    | Match Points (Sieger = 2; Unentschieden = 1; Verlierer = 0) |
| Pkte. | Erzielte Karambolagen                                       |
| Aufn. | Benötigte Versuche                                          |
| GD    | Generaldurchschnitt                                         |
| BED   | Bester Einzeldurchschnitt eines Spielers                    |
| HS    | Höchstserie                                                 |
|       | Bester GD des Turniers                                      |
|       | Bester ED des Turniers                                      |
|       | Beste HS des Turniers                                       |
|       | 1. Platz (Gold)                                             |
|       | 2. Platz (Silber)                                           |
|       | 3. Platz (Bronze)                                           |

| Finale                     | 1  | Pierre Soumagne      | 8:4 | 1591 | 47 | 33,85 | 100,00 | 299 |
| Finale                     | 2  | Erwin van den Heuvel | 8:4 | 1500 | 26 | 57,69 | 100,00 | 285 |
| Halb- finale               | 3  | Nicky Defraye        | 8:2 | 1352 | 23 | 58,78 | 100,00 | 296 |
| Halb- finale               | 3  | Jérôme Riotto        | 6:4 | 1309 | 43 | 30,44 | 100,00 | 222 |
| Viertel- finale            | 5  | Steve Dorard         | 4:4 | 701  | 12 | 58,41 | 150,00 | 300 |
| Viertel- finale            | 6  | Mikael Devogelaere   | 4:4 | 792  | 22 | 36,00 | 75,00  | 139 |
| Viertel- finale            | 7  | Christian Mooren     | 4:4 | 638  | 25 | 25,52 | 37,50  | 188 |
| Viertel- finale            | 8  | Davy van Havere      | 4:4 | 856  | 40 | 21,40 | 21,42  | 198 |
| Gruppen- phase             | 9  | Maarten Janssen      | 4:2 | 786  | 34 | 23,11 | 30,00  | 228 |
| Gruppen- phase             | 10 | Koen Saver           | 2:4 | 654  | 25 | 26,16 | 150,00 | 291 |
| Gruppen- phase             | 11 | Roij van Raaij       | 2:4 | 727  | 29 | 25,06 | 75,00  | 207 |
| Gruppen- phase             | 12 | Ian van Krieken      | 2:4 | 721  | 39 | 18,48 | 25,00  | 169 |
| Gruppen- phase             | 13 | Kai Brezl            | 2:4 | 658  | 41 | 16,04 | 12,95  | 193 |
| Gruppen- phase             | 14 | Rob van Hoek         | 2:4 | 385  | 24 | 16,04 | 27,27  | 181 |
| Gruppen- phase             | 15 | Christian Pöther     | 2:4 | 414  | 29 | 14,27 | 42,85  | 236 |
| Gruppen- phase             | 16 | Daniel Bichler       | 0:6 | 170  | 27 | 6,29  | -      | 67  |
| Turnierdurchschnitt: 27,27 |    |                      |     |      |    |       |        |     |